# Déclaration de Pékin sur la fin de la division et le renforcement de l'unité nationale palestinienne
La déclaration de Pékin sur la fin de la division et le renforcement de l'unité nationale palestinienne, en arabe : اعلان بكين لإنهاء الانقسام وتعزيز الوحدة الوطنية الفلسطينية - en chinois : 关于结束分裂加强巴勒斯坦民族团结的北京宣言, communément appelée Déclaration de Pékin, est un accord signé le 23 juillet 2024 par 14 factions et partis politiques palestiniens différents, dont le Fatah et le Hamas, dans le cadre du processus de réconciliation entre les deux factions, dans un conflit qui a débuté au lendemain des élections législatives palestiniennes de 2006 et qui a inclus la prise de contrôle de Gaza par le Hamas en 2007,,.

## Contexte
À la suite de l'invasion israélienne de Gaza, en octobre 2023, l'armée israélienne pénètre dans la bande de Gaza. Au cours de la guerre, une agence des Nations unies et des organisations internationales, dont Amnesty International, estiment qu'Israël commet un génocide à Gaza. Cette crise incite l'Autorité nationale palestinienne à Ramallah et les dirigeants du Hamas à tenter de parvenir à un nouvel accord sur un gouvernement d'unité, dans le but d'élaborer un plan d'action commun pour la reconstruction éventuelle de la bande de Gaza. Les précédents accords de ce type n'ont jamais été pleinement mis en œuvre.
Le Fatah et le Hamas sont les deux plus importantes factions palestiniennes. Fondé en 1959, le Fatah est le principal membre de l'Organisation de libération de la Palestine (OLP), qui regroupe plusieurs mouvements. Il adopte une position modérée sur le conflit avec Israël, favorisant une solution à deux États où l'État palestinien serait construit sur la Cisjordanie et la bande de Gaza, avec Jérusalem-Est comme capitale.
Le Hamas, quant à lui, est un mouvement islamiste sunnite fondé en 1987, qui prône un seul État palestinien sur l'ensemble du territoire. Cependant, ces dernières années, le Hamas a accepté un État palestinien en Cisjordanie et à Gaza comme solution temporaire au conflit, soutenant les frontières d'avant 1967 dans sa charte de 2017 (en).

## Négociations
Le gouvernement de la République populaire de Chine propose ses services aux factions palestiniennes pour tenter de parvenir à un accord et, en juillet 2024, des représentants de quatorze organisations palestiniennes se réunissent à Pékin, en Chine. Le 23 juillet, ils concluent un nouvel accord sur un gouvernement d'unité.
Le point le plus important de l'accord est un plan visant à former un gouvernement intérimaire de réconciliation nationale autour de la gouvernance de Gaza après la guerre avec Israël, ainsi que de la Cisjordanie, déclare le ministre chinois des Affaires étrangères Wang Yi. Ce dernier décrit également la réunion comme un « moment historique pour la cause de la libération de la Palestine ».
Des représentants de l'Égypte, de l'Algérie, de l'Arabie saoudite, du Qatar, de la Jordanie, de la Syrie, du Liban, de la Russie et de la Turquie assistent aux négociations.

## Accord
Selon la déclaration, les factions conviennent de parvenir à « une unité nationale palestinienne globale qui inclut toutes les factions palestiniennes dans le cadre de l'OLP, et de s'engager à établir un État palestinien indépendant avec Jérusalem comme capitale [...] avec l'aide de l'Égypte, de l'Algérie, de la Chine et de la Russie ». Elles déclarent que cela prendrait la forme d'un gouvernement d'unité nationale temporaire. Elles ont en outre « convenu de déployer tous les efforts nécessaires pour lever le blocus israélien sur Gaza et assurer l'acheminement sans entrave de l'aide humanitaire dans l'enclave ».
La déclaration souligne également le droit du peuple palestinien à résister à l'occupation israélienne conformément au droit international et à la charte des Nations unies et à contrecarrer toute tentative visant à déplacer les Palestiniens de leurs terres.